# أر سي أل 12876 و أم أس 32077
تعتبر قضايا أر سي أل 12876 و أم أس 32077 قضايا بارزة في المحكمة الفيدرالية العليا في البرازيل حول زواج المثليين في البرازيل.

## القضايا في الانتظار

### أر سي أل 12876
رفع كارلوس ألبرتو توفيسون وأندريه بيفا، وهما زوجان مثليان من مدينة ريو دي جانيرو، في 4 نوفمبر 2011، دعوى قضائية ضد المحكمة الفيدرالية العليا في البرازيل لتشريع زواج المثليين في البلاد.

## القرارات القضائية

### أم أس 32077

#### المحكمة الفيدرالية العليا

##### الاجراء
دخل «الحزب الاجتماعي المسيحي»، (بالبرتغالية: Partido Social Cristão‏) في 21 مايو 2013، مع اتخاذ إجراء بشأن المحكمة العليا في البرازيل للطعن في الموافقة على زواج المثليين من قبل مجلس العدل الوطني، (بالبرتغالية: Conselho Nacional de Justiça‏)، وليس عن طريق المحكمة الفيدرالية العليا في البرازيل

##### القرار
قرر القاضي لويز فو أن قرار مجلس العدل الوطني لتشريع زواج المثليين كان صحيحًا. وبذلك يستمر عقد زواج المثليين في البلاد.

##### مجلس العدل الوطني
في 14 مايو 2013، أقر مجلس العدالة الوطني في البرازيل زواج المثليين في جميع أنحاء البلاد بتصويت 14 قاضيا لصالح مقابل قاض واحد ضد (14-1) عن طريق إصدار حكم يأمر جميع السجلات المدنية في البلاد بعقد زواج المثليين وتحويل أي اتحاد مدني قائم إلى زواج إذا كان الأزواج يرغبون في ذلك. قال جواكيم باربوسا، رئيس مجلس العدل ورئيس المحكمة الفيدرالية العليا عن القرار أن عاقدي الزواج لا يمكنهم الاستمرار في رفض «أداء حفل زفاف مدني أو تحويل اتحاد مدني مستقر إلى زواج بين أشخاص مثليين». تم نشر الحكم في 15 مايو ودخل حيز التنفيذ في 16 مايو 2013.

##### محكمة العدل العليا
في 25 أكتوبر 2011 ، أعلنت محكمة العدل العليا أنه يمكن الاعتراف بالاتحاد القانوني لامرأتين تقدمتا بطلب إلى المحكمة كزواج. لن يصل قرار المحكمة العليا إلا إلى مؤلفي الطلب، المختلفين عن المحكمة العليا «بأزمة حادة» ، لكن سابقة للأزواج الآخرين يفعلون نفس الطلب.

##### محاكم الولايات
أقرت المحكمة الفيدرالية العليا الاتحاد المدني في 5 مايو 2011. ويسمح القانون البرازيلي بتحويل الاتحاد المدني إلى زواج كامل. بين عامي 2011 و 2013، أقرت محاكم 13 ولاية برازيلية زواج المثليين بناءً على ذلك. وأخيرًا، في 14 أيار/مايو 2013، أقر قرار مجلس العدل الوطني زواج المثليين على مستوى البلاد.

### قرار المحكمة الفيدرالية العليا

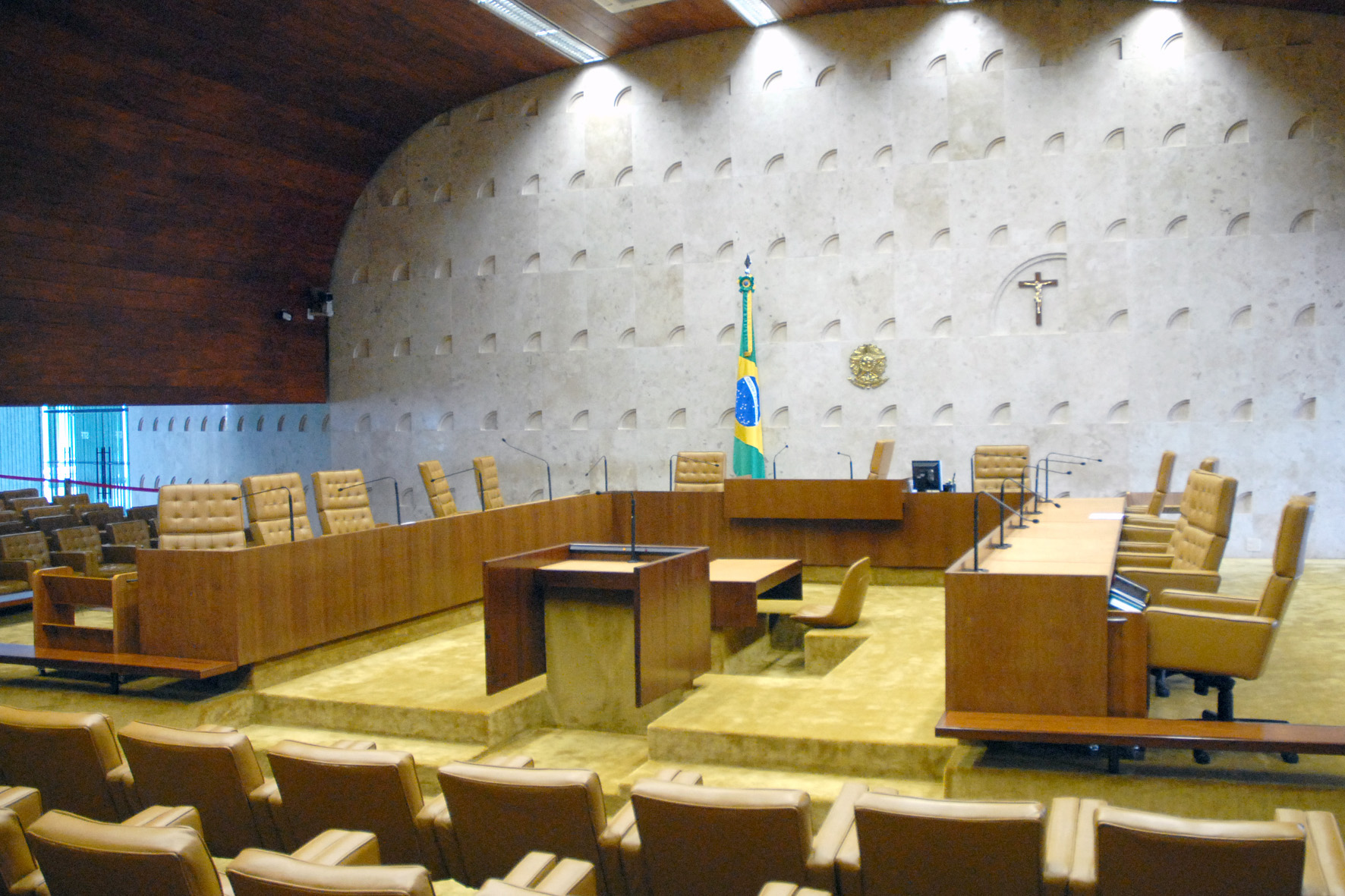
المحكمة الفيدرالية العليا في البرازيل.

#### التمثيل القضائي
| قضاة المحكمة الفيدرالية العليا في البرازيل | القضاة | نعم | لا |
| ------------------------------------------ | ------ | --- | -- |
| دياس توفولي                                | 1      |     |    |
| كارمن لوسيا أنتونيس روشا                   | 1      |     |    |
| غيلمار فيريرا منديس                        | 1      |     |    |
| خوسيه سيلسو دي ميلو                        | 1      |     |    |
| ماركو أوريليو ميلو                         | 1      |     |    |
| روزا ويبر                                  | 1      |     |    |
| جواكيم باربوسا                             | 1      |     |    |
| انريكيه ريكاردو ليفاندوفسكي                | 1      |     |    |
| لويز فو                                    | 1      |     |    |
| تيوري زافاسكي                              | 1      |     |    |
| العدد الإجمالي                             | 10     |     |    |

### التمثيل التشريعي
| المدعي العام للبرازيل | المدعي العام | نعم | لا |
| --------------------- | ------------ | --- | -- |
| روبرتو غورغيل         | 1            | 1   |    |
| العدد الإجمالي        | 1            | 1   | 0  |

### التمثيل التنفيذي
| المحامي العام للبرازيل | المحامي العام | نعم | لا |
| ---------------------- | ------------- | --- | -- |
| لويس إيناسيو آدامز     | 1             | 1   |    |
| العدد الإجمالي         | 1             | 1   | 0  |